# تفسیر مظهری
تفسیر المظهری (انگلیسی: Tafsir al-Mazhari)، این تفسیر در هفت مجلد، به عربی، که در آن به فقه و تصوف و قرائت و اعراب توجه شده‌است.

## مفسر و تفسیر
قاضی محمد ثناء الله مظهری، از دانشمندان قرن یازده و دوازده اقلیم هاریانا هند است.
روش مفسر، بیان معانی ظاهری قرآن و احیاناً اشاره برخی از نکات تأویلی است و به اعراب، لغت، وجوه تفسیری، قرائت و ذکر مأثورات توجه وافر دارد. در این اثر از تفاسیر معروف قدما بهره بسیار گرفته شده‌است